# Tunnel Nord-Süd-Fernbahn
Der Tunnel Nord-Süd-Fernbahn ist zentrales Element des 1991 beschlossenen „Pilzkonzepts“ für das Berliner Fern- und Regionalbahnnetz. Der 3453 Meter lange Tunnel wurde 2006 zusammen mit der Nord-Süd-Fernbahn und dem neuen Berliner Hauptbahnhof eröffnet.
Der Tunnel führt von Moabit nördlich des Hauptbahnhofs bis südlich des U-Bahnhofs Gleisdreieck in Kreuzberg und unterquert dabei viergleisig u. a. den Großen Tiergarten. Er ist Teil des als Tiergartentunnel bezeichneten Bauprojektes mit einem Straßen-, einem U-Bahn- und einem Eisenbahntunnel. Nach dem in den 1930er Jahren gebauten Nord-Süd-Tunnel der S-Bahn ist er die zweite Durchmesserstrecke in Nord-Süd-Richtung innerhalb der Berliner Ringbahn.

## Betrieb
Der viergleisige Tunnel wird von Fern- und Regionalzügen des Personenverkehrs befahren.
Kritiker bemängeln die geringe Auslastung der Anlagen. Das Betriebskonzept für das Jahr 2006 sah eine Belastung mit sechs Zügen pro Stunde und Richtung vor. Selbst mit weiteren sechs Zügen pro Stunde und Richtung zum Flughafen Berlin Brandenburg und weiteren Zügen wäre eine zweigleisige Trasse ausreichend gewesen. Seit 2019 gilt die Strecke jedoch als überlastet.
Nach Fertigstellung der Dresdener Bahn soll der Flughafen-Express den Tunnel der Nord-Süd-Fernbahn nutzen.

## Lage und Verlauf

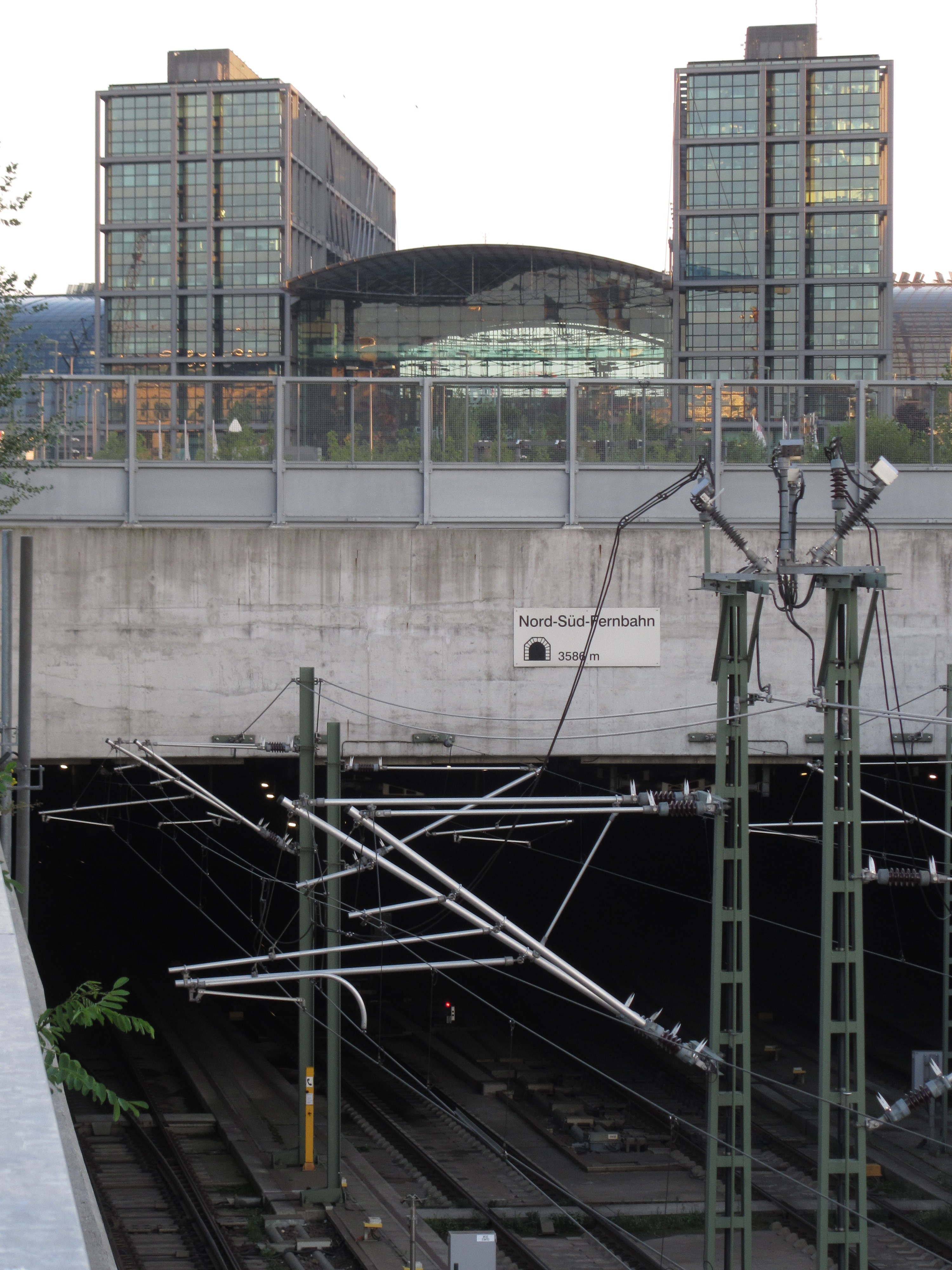
Nordportal mit Hauptbahnhof

Der Tunnel verbindet den nördlichen Teil der Ringbahn mit ihren Zulaufstrecken aus Richtung Nordwest (Hamburg), Nordost (Eberswalde/Stettin) und West (Hannover/Wolfsburg bzw. SFS Hannover–Berlin) über den Bahnhof Südkreuz mit der Anhalter Bahn und indirekt mit der Dresdener Bahn. Die Anbindung der Strecke nach Potsdam/Magdeburg ist am südlichen Tunnelende baulich vorbereitet, aber nicht ausgeführt. Auch Nordbahn (Richtung Neubrandenburg/Stralsund) und Dresdener Bahn sind derzeit auf Berliner Stadtgebiet nicht als Fernbahnstrecken befahrbar.
Der nördliche Tunnelmund liegt etwas nördlich der Döberitzer Straße, der südliche Tunnelmund im Park am Gleisdreieck zwischen den U-Bahn-Viadukten Gleisdreieck – Kurfürstenstraße (derzeit: Linien U1/U3) und Gleisdreieck – Nollendorfplatz (derzeit: Linie U2). Zwischen dem Potsdamer Platz und dem Landwehrkanal befindet sich auf dem Deckel des Tunnels der Tilla-Durieux-Park.
Im Tunnel liegen zwei Tunnelbahnhöfe: Berlin Hauptbahnhof (tief) und Haltepunkt Berlin Potsdamer Platz. Der Tunnel ist für 500 Züge pro Tag (6–22 Uhr) bemessen. Für eine spätere mögliche Reaktivierung der Potsdamer Stammbahn wurden im Tunnel Stutzen angelegt, die eine weitgehend höhenfreie Ein- und Ausfädelung ermöglichen würde. Die Reaktivierung der 1945 stillgelegten Stammbahn wurde im Zuge von Optimierungen aufgegeben.
Südlich des Hauptbahnhofs wird die Spree mit einer Überdeckung von einem Meter unterfahren. Eine tiefere Lage sollte vermieden werden, um den zwischen Ost-West- und Nord-Süd-Verkehr bestehenden Höhenunterschied im Hauptbahnhof zu begrenzen. Über rund 500 Meter nimmt der Tunnel vier Gleise auf. Daran schließen sich vier eingleisige Tunnelröhren auf einer Länge von 1,3 Kilometer an. Auf einer Länge von 900 Metern wird dabei auch der Große Tiergarten unterfahren. Die vier eingleisigen Röhren liegen in einer Tiefe von bis zu 14 Metern, unter dem Grundwasserspiegel und in einer Breite (gemessen als Abstand der Außenkanten der äußeren Röhren) von bis zu 70 Metern. Der Innenradius der im Schildvortrieb erstellten Röhren beträgt 3,94 Meter. Der Außendurchmesser beträgt rund neun Meter.
Der kleinste Kurvenradius der Trasse im Teil nördlich des Potsdamer Platzes beträgt 1100 Meter, südlich davon 900 Meter. Die südliche Rampe hat eine maximale Längsneigung von 30 ‰, die nördliche 25 ‰. Der südliche Streckenabschnitt zählt damit zu den steilsten Hauptbahnen in Deutschland. An den Hauptbahnhof schließen sich im Norden zwei rund einen Kilometer lange Verbindungsstrecken zur Berliner Ringbahn in nordöstlicher und nordwestlicher Richtung an.

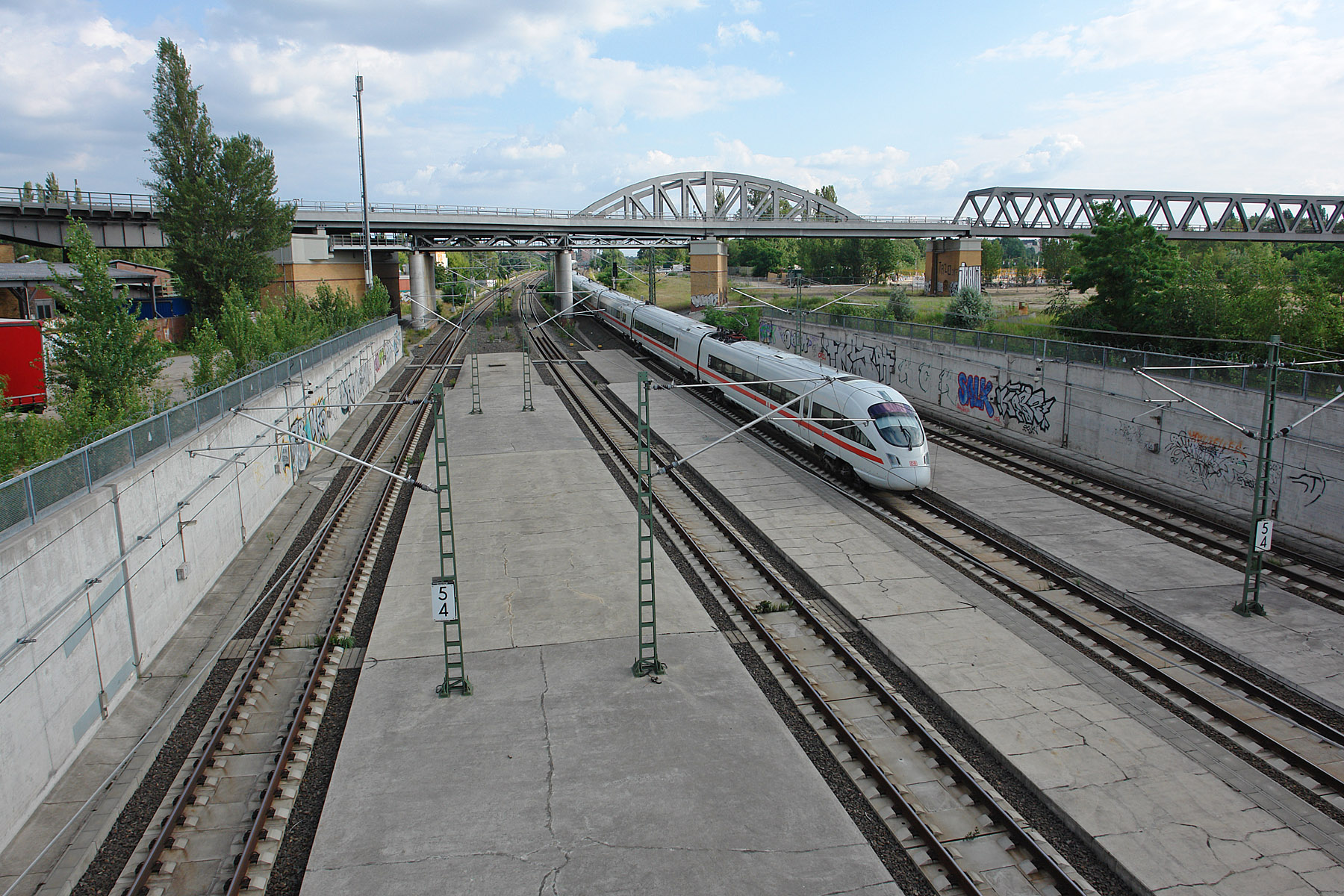
Blick vom Südportal des Tunnels. Ein ICE fährt in Richtung Südkreuz.
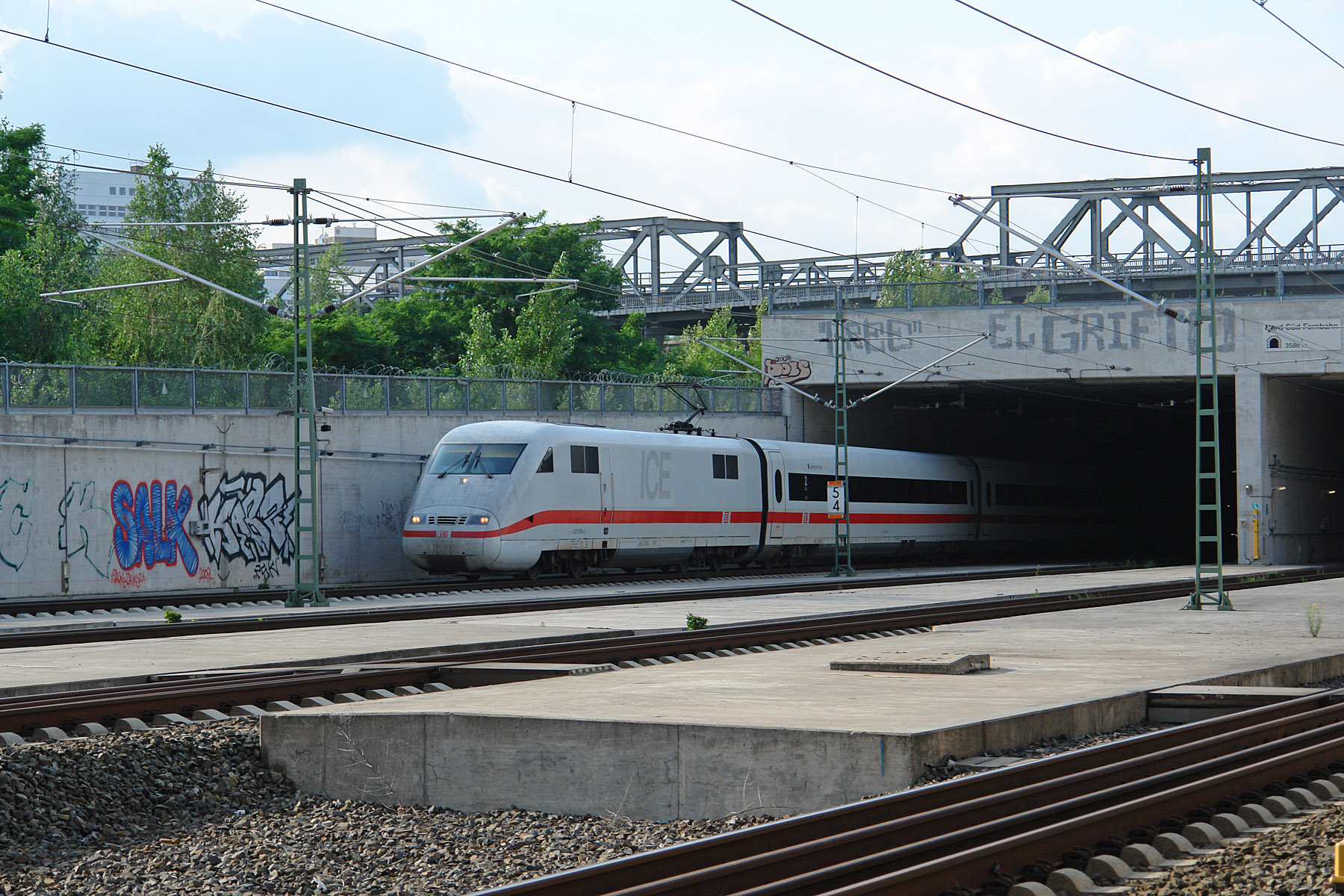
Ein ICE verlässt das südliche Tunnelportal
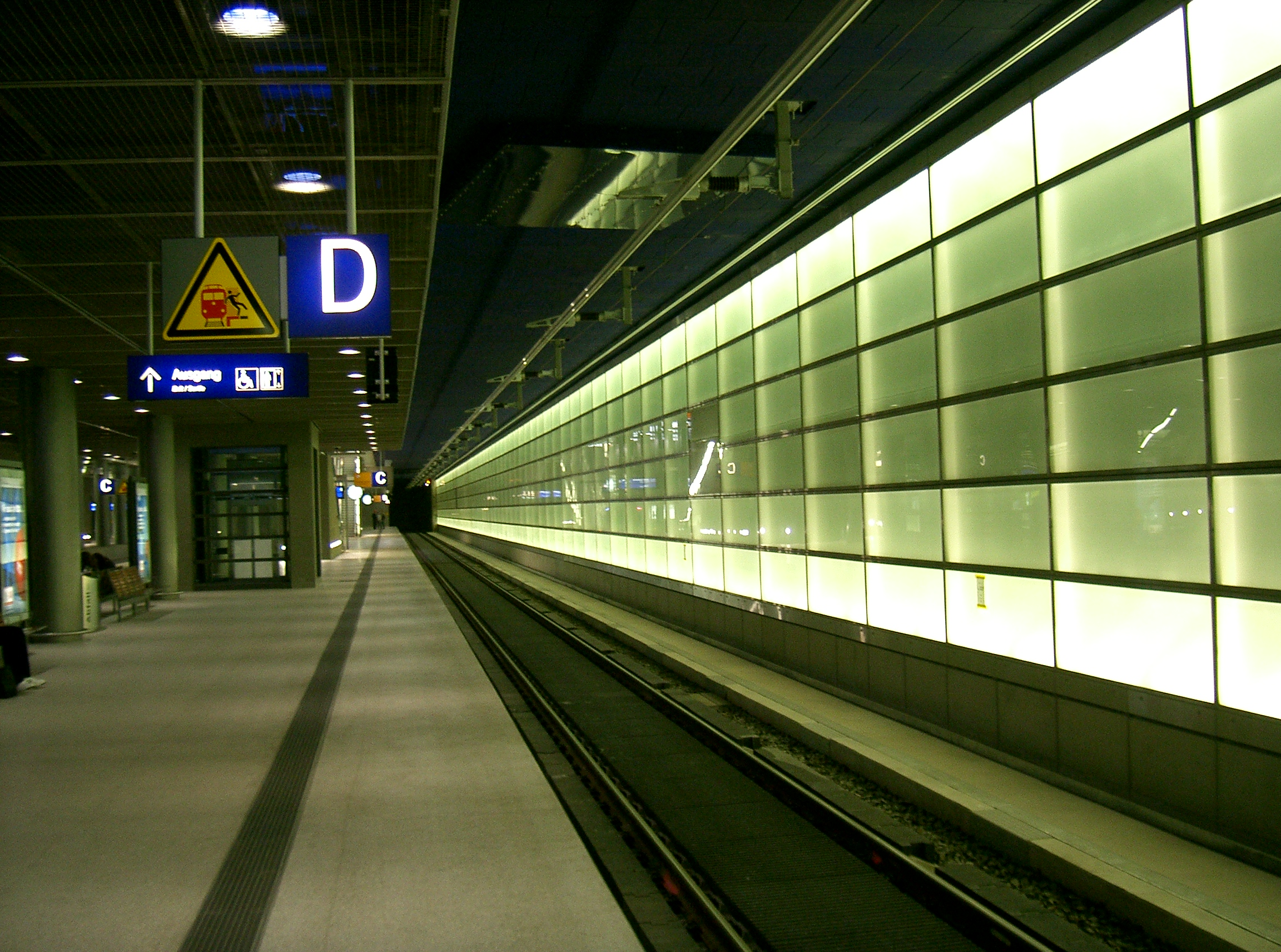
Regionalbahnhof Potsdamer Platz
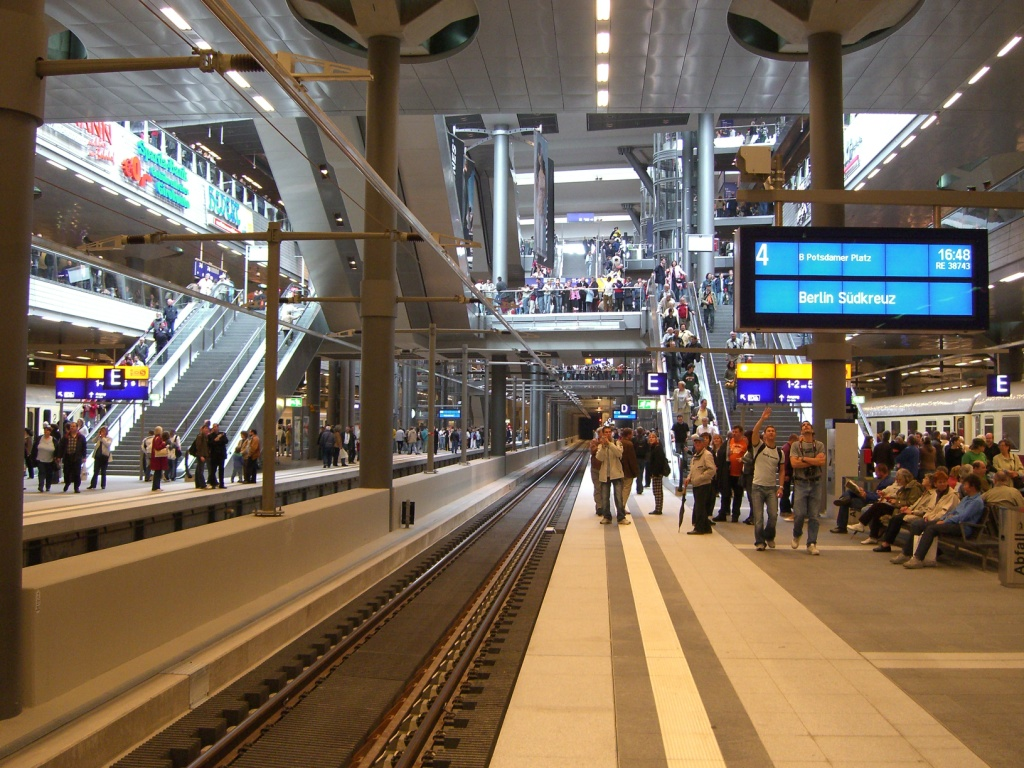
Berlin Hauptbahnhof (tief)
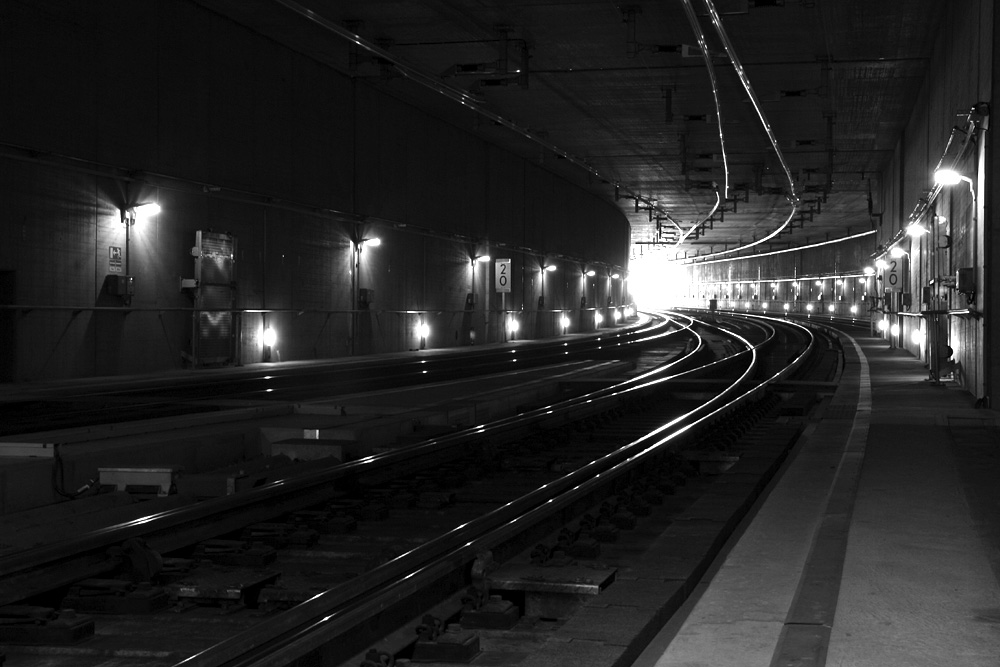
Nördliches Tunnelportal vom Bahnsteig im Hauptbahnhof aus gesehen
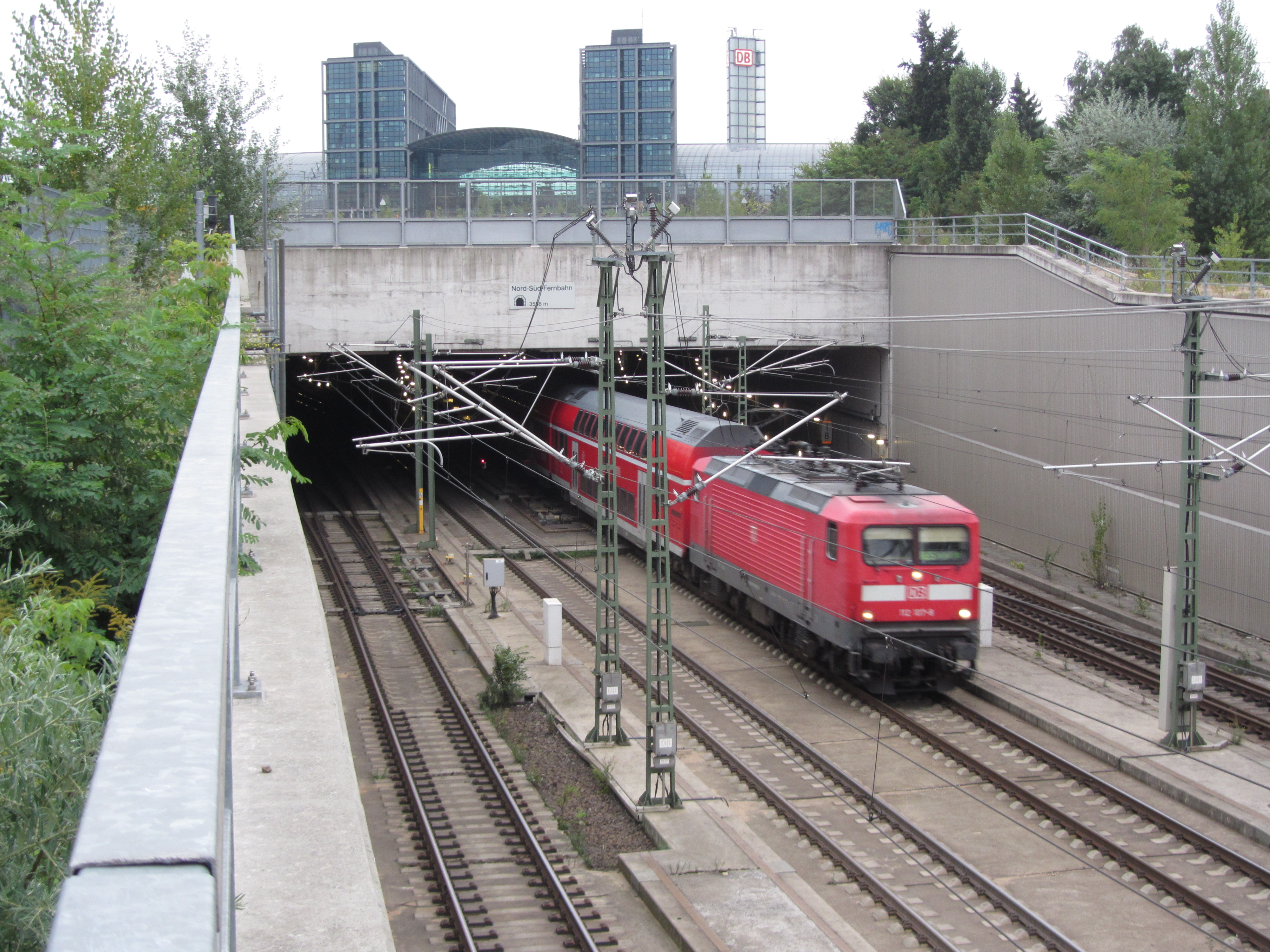
Ein Zug verlässt den Tunnel am Nordportal
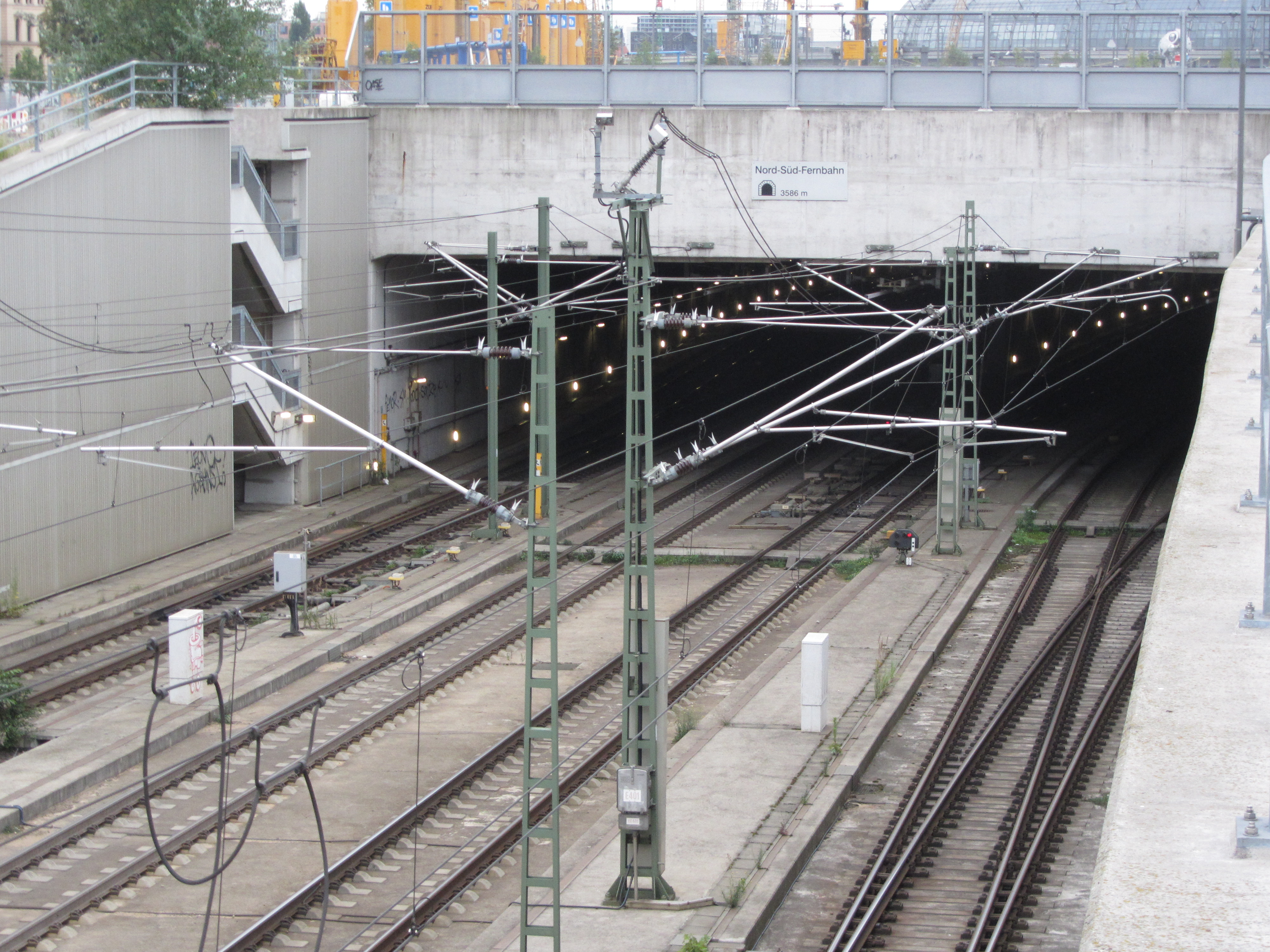
Nordportal mit Treppe als Notausgang
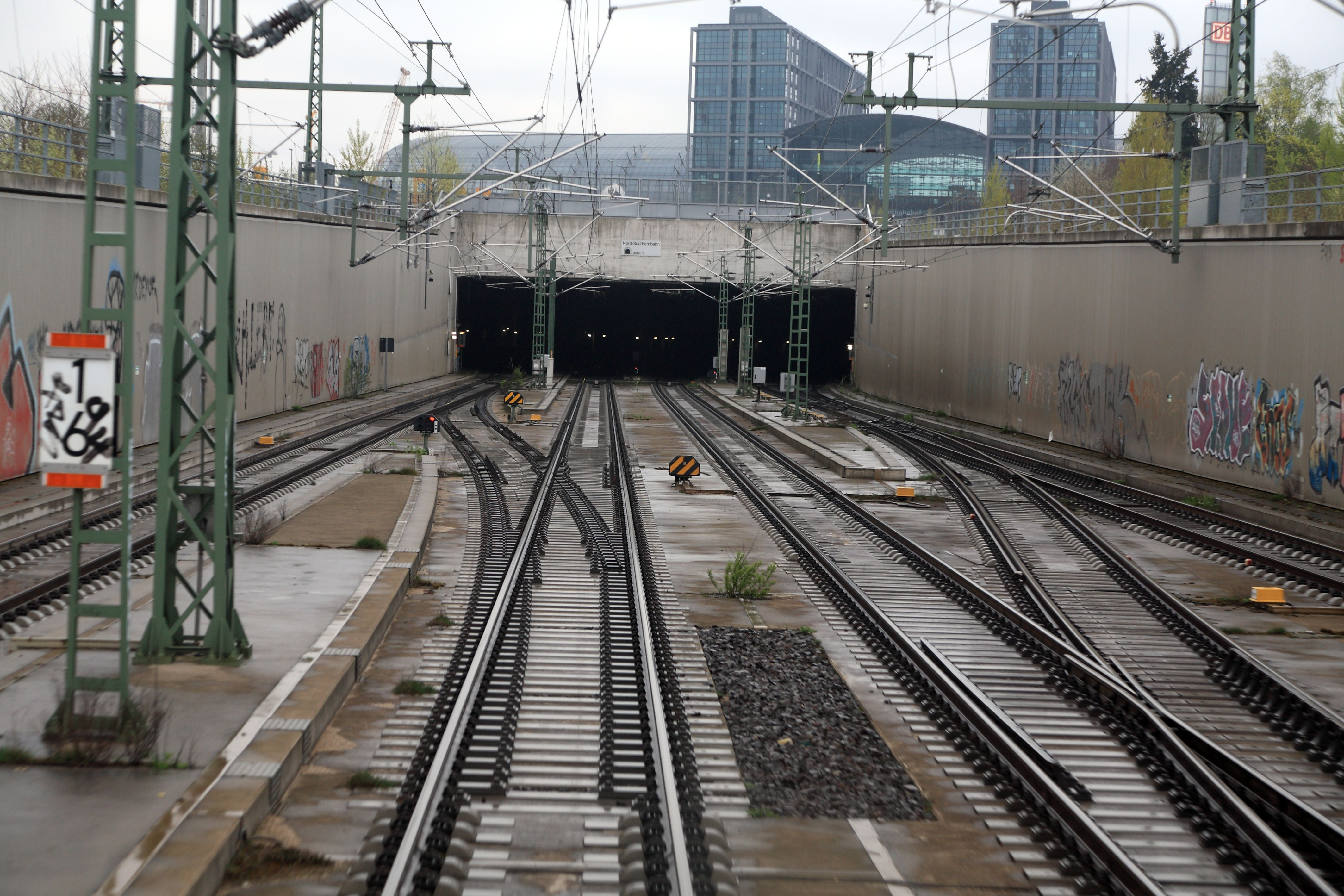
Nordportal mit vorbereiteter Weichenverbindung auf fester Fahrbahn

## Technische Ausrüstung
Im Tunnel ist eine Feste Fahrbahn mit Masse-Feder-System installiert. Eine Besonderheit liegt in der Energieversorgung der Züge durch eine Stromschienenoberleitung. Bei einem Querschnitt von 2220 mm² Aluminium liegt die Dauerstrombelastbarkeit bei 2400 A. Die Regellängsspannweite beträgt 8 bis 12 m, die Fahrdrahthöhe bei 4,80–6,00 m.
Die Gleise im Tunnel sind mit PZB ausgerüstet und für Achslasten bis 22,5 Tonnen ausgelegt. Die Höchstgeschwindigkeit beträgt 120 km/h südlich des Hauptbahnhofs und 100 km/h nördlich davon. Die Tunnelstrecken sind mit 15 kV bei 16,7 Hz elektrifiziert. Dieseltriebfahrzeuge dürfen den Tunnel planmäßig nicht befahren, ebenso wie Güterzüge (außer zur Versorgung von Baustellen). Ferner müssen alle Züge über das Mobilfunksystem GSM-R, Notbremsüberbrückung und geschlossene Toilettensysteme verfügen.

## Geschichte

### Planung
Das 1992 vorgelegte Betriebsprogramm ging von einer Belastung von 251 Zugpaaren pro Tag aus (107 Fernverkehr, 84 Regionalverkehr und 60 Flughafen-Express-Züge). Die der Planung zu Grunde gelegte Entwurfsgeschwindigkeit der Nord-Süd-Fernbahn lag bei 120 km/h.
Im Rahmen der 1993 detaillierten Planung des Tunnels wurde die Idee diskutiert, an Stelle einer konventionellen Kettenwerksoberleitung eine Stromschienenoberleitung einzusetzen. Das Zulassungsverfahren wurde 1995 beantragt und 1996 erfolgreich abgeschlossen.
Die Projektplanung oblag zunächst der Projektgesellschaft für die Verkehrsanlagen im Zentralen Bereich Berlin.

### Bau
Der Tunnel wurde 1995 bis 2006 als Teil der Verkehrsanlagen im Zentralen Bereich Berlin gebaut und zusammen mit dem neuen Hauptbahnhof eröffnet. Die Unterquerung der Spree wurde gemeinsam mit dem Straßentunnel und dem Tunnel für die U-Bahn-Linie U55 gebaut, wofür – erstmals in der Geschichte Berlins – die Spree zwischen 1996 und Mitte 1998 teilweise verlegt wurde. Ursprüngliche Planungen sahen die Inbetriebnahme des Tunnels für das Jahr 2002 vor.
Beim Bau des Tunnels kamen drei verschiedene Bauverfahren zum Einsatz. Im Bereich des Hauptbahnhofs und des Regionalbahnhofs Potsdamer Platz sowie zur Spreeunterquerung wurde die offene Wand-Sohle-Bauweise mit rückverankerten Schlitz- und Spundwänden sowie Hochdruckinjektionssohlen (HDI) und Unterwasserbetonsohlen verwendet.
Der 705 Meter lange Abschnitt vom Platz der Republik bis zum Lenné-Dreieck und der 574 Meter lange Abschnitt vom Gleisdreieck bis zum Potsdamer Platz wurden in geschlossener Bauweise mittels Schildvortrieb errichtet. Dabei wurden von zwei Tunnelbohrmaschinen insgesamt 5000 Meter eingleisige Tunnelröhren mit einem Durchmesser von 8,90 Meter gebohrt, die einschalig mit 40 Zentimeter starken Stahlbetontübbingen ausgekleidet wurden. Diese Bauweise kam hier erstmals im Netz der Deutschen Bahn zur Anwendung. Ein 233 Meter langer Abschnitt des Rampenbauwerks südlich des Landwehrkanals wurde mittels sechs Senkkästen errichtet, wobei der nördlichste Senkkasten mit einem Einzelgewicht von 28.000 Tonnen der zum Bauzeitpunkt größte in Europa hergestellte war.
Am 9. Juli 1997 kam es zu einem Wassereinbruch im ersten Senkkasten am südlichen Ende der Schildstrecke nahe der Kreuzung mit dem Landwehrkanal. Daraufhin musste der gesamte Senkkasten geflutet werden. Bis zur Klärung der Schuldfrage mussten die Bauarbeiten mehrere Monate eingestellt werden. Sie wurden später mit der Vereisung des umgebenden Sandbodens und einer mit einem Bentonit-Gemisch aufgeblähten Membran fortgesetzt. Die aufwendige Sanierung dauerte zwei Jahre und führte zu einer entsprechenden Bauverzögerung. Das daraus hervorgehende Gerichtsverfahren zog sich aufgrund der Befangenheit eines Gutachters in die Länge.
Mitte 1999 rechnete man mit einer Fertigstellung der Strecke im Jahr 2004. Ende 1998 wurde die erste Tunnelröhre im 705 Meter langen Teilstück zwischen dem Reichstag und dem Lenné-Dreieck im Rohbau fertiggestellt. Die Vortriebsleistung der Schildvortriebsmaschine, die anschließend gewendet wurde und die zweite Röhre in Gegenrichtung auffuhr, lag bei neun Meter pro Tag. Die Gesamtfertigstellung des Tunnels wurde zu diesem Zeitpunkt für 2003 erwartet.
Die vier Röhren wurden 1999 im Abschnitt zwischen Platz der Republik und Potsdamer Platz unter dem Tiergarten fertiggestellt. Am 24. November 1999 wurden, mit einer Taufe durch die Tunnelpatin Christina Rau (der Gattin des damaligen Bundespräsidenten Johannes Rau), die Bauarbeiten im Abschnitt zwischen Potsdamer Platz und Landwehrkanal begonnen. Die vier je 580 Meter langen Röhren wurden mit denselben beiden Schildvortriebsmaschinen vorgetrieben, die zuvor bereits im nördlichen Abschnitt zum Einsatz kamen. Die Inbetriebnahme des Gesamtbauwerks war dabei für das Jahr 2005 vorgesehen. Die erste Schildfahrt wurde im März 2000 beendet, im April 2001 endete der bergmännische Vortrieb der letzten Röhre. Die Fertigstellung des Tunnels im Rohbau folgte im gleichen Jahr. Dieser zweite Abschnitt wurde aus dem sanierten Senkkasten in Angriff genommen.
Als ökologische Ausgleichsmaßnahmen für den Tunnelbau wurden unter anderem rund 3000 Bäume an Berliner Straßen gepflanzt und das Südgelände am Priesterweg erschlossen.
Zeitweise war geplant, die Magnetschnellbahn Berlin–Hamburg über den Tunnel zum östlichen Bahnsteig des Hauptbahnhofs zu führen. Bis Mitte 2000 lagen die Mehrkosten des Tunnels bei 1,8 Milliarden Mark. Eine Wirtschaftsprüfungsgesellschaft ermittelte im Auftrag der DB Mitte 2000 zu erwartende Projektkostensteigerungen (Worst-Case-Szenario) von bis zu 2,165 Milliarden Mark. Ende Juli 2000 gab die Deutsche Bahn bekannt, den weitgehend im Rohbau fertiggestellten Tunnel zunächst nur zweigleisig auszubauen und erst 2006 in Betrieb zu nehmen, um Kosten zu sparen.
Der Gleisbau erfolgte 2004 in den vier Röhren.

### Inbetriebnahme
Noch Mitte 2002 war vorgesehen, den südlichen Tunnelabschnitt (bis zum Bahnhof Potsdamer Platz) ab Ende 2005 in Betrieb zu nehmen.
Am 4. März 2006 fuhr erstmals ein ICE T zu Testzwecken durch den Tunnel. Bei den fünf Fahrten wurde die zulässige Höchstgeschwindigkeit von 120 km/h erreicht. Am 25. März fand eine Großübung statt, bei dem die Evakuierung eines mit 400 Personen besetzten Zuges geprobt wurde. Der Tunnel wurde zum Fahrplanwechsel am 28. Mai 2006 viergleisig in Betrieb genommen.

### Betrieb
2021 schrieb die Deutsche Bahn den Neubau einer Trockenlöschwasserleitung am Südportal des Tunnels aus.